# Лікурго Каппеллетті
Лікурго Каппеллетті (італ. Licurgo Cappelletti; 20 листопада 1842, Пйомбіно — 14 січня 1921, Флоренція) — італійський історик і літератор.
Народився 20 листопада 1842 року в Пйомбіно. 
Професор Технічного інституту імені Амеріго Веспуччі в Ліворно. 
Опублікував книги «Про торгівлю венеційців зі Сходом» (італ. Del Commercio del Veneziani coll'Oriente; Венеція, 1867); «Лукреція Борджіа і історія» (італ. Lucrezia Borgia e la Storia; Піза, 1876); «Мікеланджело Буонарроті» (італ. Michelangelo Buonarroti; Болонья, 1877); «Історія французької революції» (італ. Storia della rivoluzione francese; 1886—1887), «Історія Італії» (італ. Storia d'Italia; 1902), «Історія лицарських орденів» (італ. Storia degli ordini cavallereschi; 1904), «Австрія і Тоскана: 1824—1859» (італ. Austria e Toscana: 1824—1859; Турин, 1918). 
Крім того, Каппеллетті написав історію міста Пйомбіно (італ. Storia della Citta e Stato di Piombino dalle Origine fino al 1814; Ліворно, 1897), за що вдячне місто через сто років заснувало літературну премію імені Каппеллетті, що присуджується на конкурсній основі за неопубліковані твори.